# Ernst Törnqvist
Ernst Reinhold Törnqvist, född 12 februari 1893 i Adolf Fredriks församling, Stockholm, död 8 oktober 1988 i Sankt Görans församling, Stockholm
, var en svensk violinist.
Törnqvist var elev vid Kungliga Musikkonservatoriet 1907–1913 och blev violinist i Stockholms konsertförening 1914 och konsertmästare 1928–1958. Han var primarie i Stockholmskvartetten och medlem i Kjellströmkvartetten. Han var lärare i violin vid Kungliga Musikhögskolan 1957–1963. Törnqvist tilldelades professors namn 1952. Han invaldes den 29 februari 1940 som associé av Kungliga Musikaliska Akademien och som ledamot nr 640 den 23 oktober 1943.
Ernst Törnqvist är begravd på Norra begravningsplatsen utanför Stockholm.